# جایزه بوکر ۲۰۱۰
جایزه بوکر داستان ۲۰۱۰ در مراسمی در ۱۲ اکتبر ۲۰۱۰ اهدا شد. فهرست کلی ۱۳ کتاب من بوکر در ۲۷ ژوئیه اعلام شد و در ۷ سپتامبر به فهرست نهایی شش کتاب محدود شد. جایزه به هاوارد جاکوبسون برای مسئله فینکلر اهدا شد.

## هیئت داوری
- Sir Andrew Motion (صندلی)
- روزی بلاو
- دبورا بول
- تام ساتکلیف
- فرانسیس ویلسون

## نامزدها (فهرست نهایی)
| نویسنده        | عنوان                   | ژانر(ها) | کشور                | ناشر             |
| -------------- | ----------------------- | -------- | ------------------- | ---------------- |
| پیتر کری       | طوطی و الیویه در آمریکا | رمان     | استرالیا            | فابر و فابر      |
| اما دوناگو     | اتاق                    | رمان     | کانادا              | پیکادور          |
| دیمون گالگوت   | در یک اتاق عجیب         | رمان     | آفریقای جنوبی       | کتابهای آتلانتیک |
| هوارد جاکوبسون | سوال فینکلر             | رمان     | بریتانیا            | بلومزبری         |
| آندره لوی      | آهنگ بلند               | رمان     | انگلستان / جامائیکا | بررسی تیتر       |
| تام مک‌کارتی    | ج                       | رمان     | بریتانیا            | جاناتان کیپ      |

## نامزدها (فهرست کلی)
| نویسنده         | عنوان                   | ژانر(ها) | کشور                | ناشر               |
| --------------- | ----------------------- | -------- | ------------------- | ------------------ |
| پیتر کری        | طوطی و الیویه در آمریکا | رمان     | استرالیا            | فابر و فابر        |
| اما دوناگو      | اتاق                    | رمان     | کانادا              | پیکادور            |
| هلن دونمور      | خیانت                   | رمان     | بریتانیا            | درخت انجیر         |
| دیمون گالگوت    | در یک اتاق عجیب         | رمان     | آفریقای جنوبی       | کتابهای آتلانتیک   |
| هوارد جاکوبسون  | سوال فینکلر             | رمان     | بریتانیا            | بلومزبری           |
| آندره لوی       | آهنگ بلند               | رمان     | انگلستان / جامائیکا | گروه انتشارات تیتر |
| تام مک‌کارتی     | ج                       | رمان     | بریتانیا            | جاناتان کیپ        |
| دیوید میچل      | هزار پاییز یعقوب دو زوت | رمان     | بریتانیا            | عصا                |
| لیزا مور        | فوریه                   | داستان   | کانادا              | خانه تصادفی        |
| پل موری         | اسکیپی می‌میرد           | رمان     | بریتانیا            | هامیش همیلتون      |
| رز ترماین       | متجاوز                  | رمان     | بریتانیا            | Chatto & Windus    |
| کریستوس سیولکاس | سیلی                    | رمان     | استرالیا            | آلن و اونوین       |
| آلن وارنر       | ستارگان در آسمان روشن   | رمان     | اسکاتلند            | جاناتان کیپ        |